# عبد الكريم فندي
كريم فندي (1946، دهوك، إقليم كردستان - العراق) مؤلف وكاتب كردي. نشر كتباً في مواضيع عديدة منها السياسة والجغرافيا واللغة والأدب والتاريخ بلغات مختلفة مثل الإنجليزية والكردية والعربية. وكان من مؤسسي نقابة الصحفيين الكردستانيين.
في عام 1997 شغل منصب رئيس تحرير مجلة كروان التي كانت تصدر عن وزارة الثقافة. كان أمين سر مجلة كروان الأكاديمية التي تصدرها وزارة الثقافة في إقليم كوردستان. كما شغل منصب رئيس تحرير مجلة دجلة منذ بدايتها وحتى العدد الأخير (العدد 42) والتي كانت أول مجلة باللغة الأبجدية الرومانية تصدر عن وزارة الثقافة الكردستانية.
تخرج في جامعة الموصل – كلية الآداب قسم اللغة الانجليزية عام 1974.

## حياته
- من مواليد 1946 / قرية قارقارافا / التابعة لعشيرة دوسكي شمال مدينة دهوك. سكن في مدينة دهوك مع عائلته في سنة 1951 وتابع دراسته فيها.
- كان عضواً في اتحاد طلبة كردستان - العراق ونال عدة مناصب فيها منها عضو مكتب السكرتارية (1959-1974).[1]
- في (09.06.1963) يلتحق بالثورة الكردية (ثورة ايلول) وفي سنة 1965 تولى عضوية لجنة دهوك التابعة للحزب الديمقراطي الكردتستاني.
- في سنة (1974) تخرج من جامعة الموصل / كلية الاداب - قسم اللغة الإنكليزية. وعين كمدرس في اعدادية (برايه تى) بمدينة دهوك. وفي سنة 1984 أصبح مدير متوسطة (مه مى ئالان) بمدينة دهوك. وفي سنة 1986 بسبب توجهاته القومية نقل إلى اعدادية دهوك المسائية. بعد انتفاضة اذار عام 1991 في كردستان العراق أصبح مدير اعديدة صناعة دهوك.[2]
- في (08.04.1993) وفي أول تشكيلة الحكومية في اقليم كردستان العراق تولى منصب مدير عام الثقافة والفنون في وزارة الثقافة بحكومة الإقليم. وفي سنة 2004 أصبح مديرا عاماً للاعلام في وزارة الثقافة بحكومة اقليم كردستان - العراق. وفي سنة 2007 بسبب حالته الصحية يصبح مديرا عاماً في ديوان وزارة الثقافة بحكومة اقليم كردستان - العراق.[3]
- شغل منصب وكيل الوزير وكالة في وزارة الثقافة بحكومة اقليم كردستان - العراق لفترات عديدة إضافة إلى منصبه كمدير عام في الوزارة.
- في (11.10.1970) أصبح عضواً في اتحاد ادباء الكرد. وانتخب كسكرتير في اغلب الهيئات الادارية لاتحاد الأدباء الكرد - فرع دهوك.

## مؤلفاته
- ديوان بكر بك الارزي، جمع وتحقيق، 1982 (باللغة الكردية)
- كولجن، ترجمة من الحروف السلافية (الاكليركية) 1982 (باللغة الكردية)
- ميرو، ترجمة من الحروف اللاتينية للحروف العربية، 1985 (باللغة الكردية)
- فصول من ثورة ایلول فی کوردستان العراق، تأليف 1995 (باللغة العربية)
- دلیل محافظة دھوک، اعداد، 1995 (باللغة العربية)
- العشائر الكردية في شمال ولاية الموصل، ترجمة من الإنكليزية، 1996 (باللغة الكردية)
- البارتي في زمن هجرة البارزاني، تأليف، 1998 (باللغة الكردية)
- العمادیة في مختلف العصور، تحقيق، 1995، (باللغة العربية)[4][5]
- اليوبيل الذهبي للبشمركه (ترجمة من اللهجة الكرمانجية السفلى للحروف اللاتينية واللهجة الكورمانجية العليا، 1999 (باللغة الكردية)
- البارزاني لا يسلم نفسه لاحد، ترجمة، 2001 (باللغة الكردية الاحرف اللاتينية)
- مهرجان خاني، اعداد، 1996 (باللغة الكردية)
- قلاع بادینان وبعض المواقع الاثریە فیھا، تأليف، دهوك - 2012 (باللغة العربية)
- قلاع بادینان وبعض المواقع الاثریە فیھا، تأليف، لندن - 2013 (باللغة العربية)[6]
- اللغة الکوردیة فی منطقة بادینان، ترجمة من الإنكليزية، 2012. (باللغة العربية)[7]

## وصلات خارجية
- موفع فندي إنفو